# Ys Seven
Ys Seven (イース7) est un jeu vidéo de type action-RPG développé par la société Falcom et le septième opus de la série éponyme Ys. Il a été commercialisé au Japon en 2009 sur la console PlayStation Portable puis en Amérique du Nord à partir du 27 août 2010 par XSEED Games,. Il faudra en revanche attendre le 20 juin 2012 pour que la Chine puisse à son tour commercialiser le jeu, sur Microsoft Windows. 